# Ryan Camenzuli
Ryan Camenzuli (Birkirkara, 8 de setembro de 1994) é um futebolista maltês que atua como meia. Atualmente, joga pelo Birkirkara. Está no time desde os sete anos de idade, tendo sido promovido deste dez anos depois.

## Clubes
Ryan fez sua estreia pelo Birkirkara em 30 de janeiro de 2011, substituindo Terence Vella nos acréscimos da vitória por 1 a 0 contra o Vittoriosa Stars. Em 6 de maio, em seu apenas segundo e último jogo da temporada, jogou como titular na derrota por 3 a 0 contra o Floriana, sendo substituído então por Carl Pulio aos 12 minutos do segundo tempo.
Em 28 de abril de 2012, marcou seu primeiro gol da carreira, o segundo da vitória por 2 a 0 frente o Hibernians. Na temporada seguinte, teve uma campanha de três gols em 25 partidas, contribuindo para o título da sua equipe.
Ryan marcou dois gols e foi nomeado Homem do Jogo na vitória do Birkirkara por 4 a 2 contra o Sliema Wanderers, em 7 de março de 2015.

## Seleção nacional
Fez sua estreia internacional pela seleção maltesa em 25 de março de 2015, substituindo Steve Borg nos minutos adicionais da derrota por 3 a 0 frente à Geórgia, no Estádio Mikheil Meskhi, em Tbilisi.

## Títulos

### Birkirkara
- BOV Premier League: 2012–13[5]
- Super Cup Maltija: 2014, 2015[5]